# روز قدس

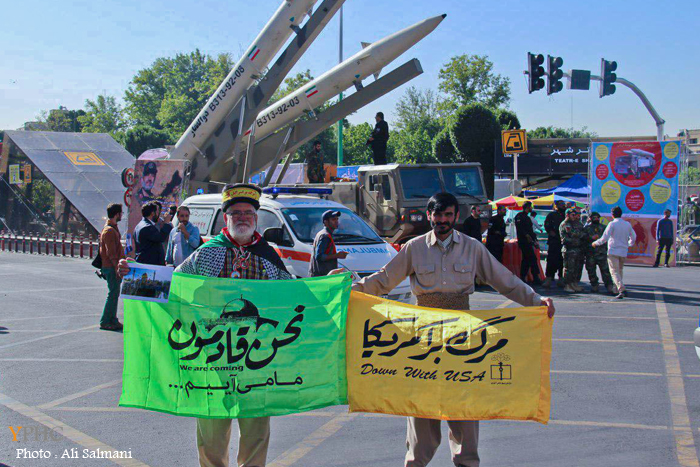
حمیدرضا احمدآبادی در راهپیمایی روز قدس در کنار موشک ذوالفقار

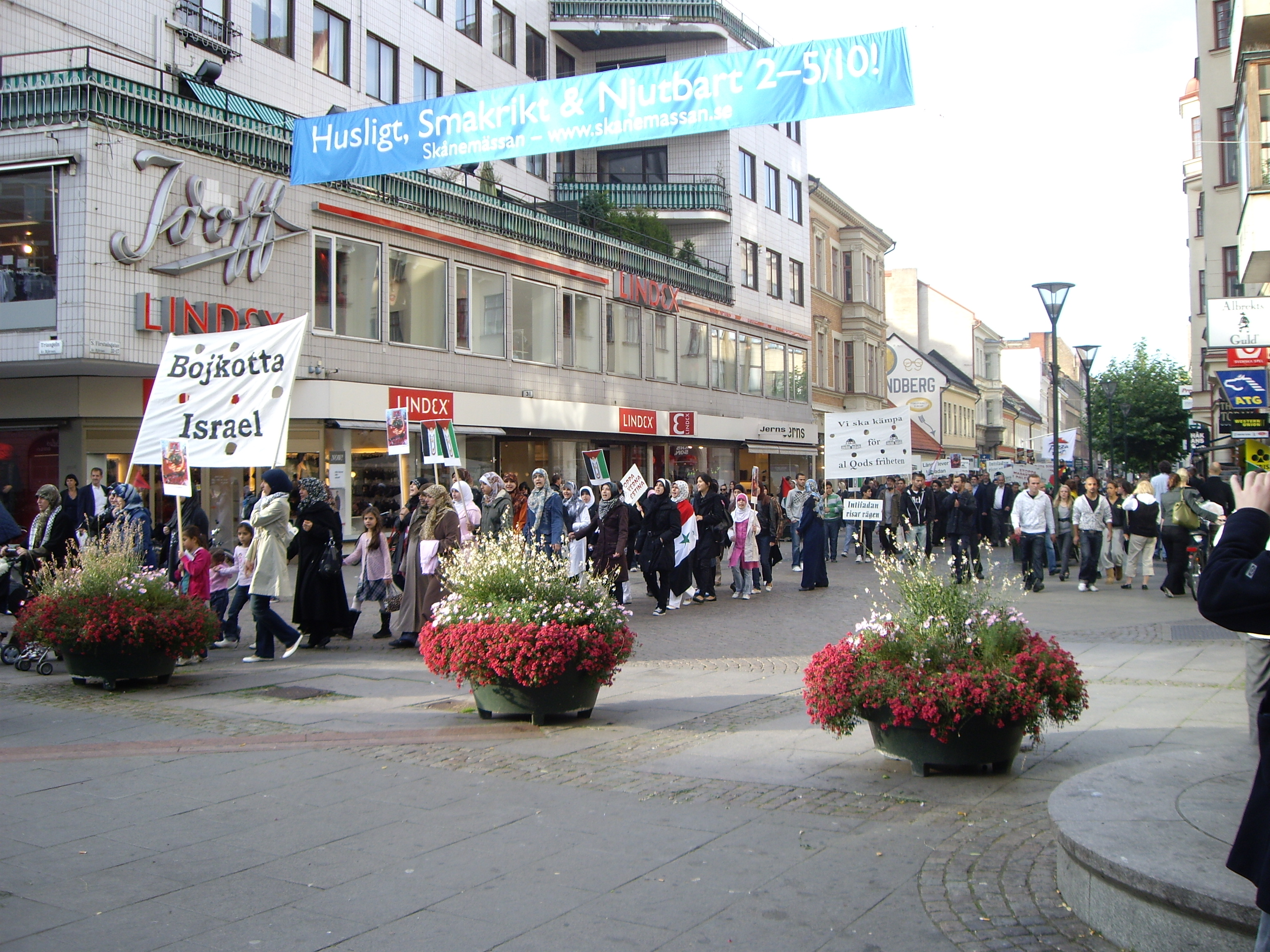
راهپیمایی روز قدس در شهر مالمو، سوئد، ۲۰۰۸

روز قدس (قدس نام عربی اورشلیم است) یک تظاهرات سازمان‌یافته حکومتی است که سالانه در آخرین جمعه ماه رمضان برگزار می‌شود، و به منظور ابراز مخالفت با صهیونیسم و دولت اسرائیل توسط نظام جمهوری اسلامی یک سال پس از انقلاب اسلامی ایران آغاز شده است. به‌طور کلی، این رویداد در مخالفت با جشن روز اورشلیم در اسرائیل در ماه مه ۱۹۶۸ است این روز به مناسبت تجدید اتحاد اورشلیم و استقرار کنترل کامل اسرائیل بر شهر قدیمی اورشلیم پس از جنگ شش روزه در ژوئن ۱۹۶۷ است. و طبق قانون کنست (پارلمان اسرائیل) در سال ۱۹۹۸ این روز به یک تعطیلی ملی در تقویم دولت اسرائیل تغییر یافت.
روز قدس همچنین با اعتراض به اشغال قدس شرقی توسط اسرائیل در چندین کشور دیگر، عمدتاً در جهان عرب و مسلمان برگزار می‌شود. اجتماعات مسلمانان و غیرمسلمانان در سراسر جهان در شهرهای مختلف برگزار می‌شود.
منتقدان روز قدس استدلال می‌کنند که این روز ذاتاً ضد یهود است. در رویدادهای روز قدس در ایران تظاهرات علیه دیگر رقبای جمهوری اسلامی از جمله ایالات متحده و عربستان سعودی نیز برگزار و شعار مرگ سر داده می‌شود.
همچنین در این روز، گروه‌هایی از مسلمانان در نقاط مختلف جهان حمایت خودشان را از مردم فلسطین به نمایش می‌گذارند. گروه‌هایی از صهیونیست‌ها و طرفداران کشور اسرائیل نیز در کشورهای اروپایی و آمریکا تظاهراتی را علیه این مراسم به راه می‌اندازند.
قدس نام عربی اورشلیم است. همچنین روز قدس با یوم یروشالاییم در اسرائیل، (به معنای: «روز اورشلیم») که تعطیل رسمی و روز جشن یک‌پارچه‌شدن شهر اورشلیم است، متفاوت است.

## رویدادهای روز قدس
در ایران، رژه‌های روز قدس توسط دولت حمایت و سازماندهی می‌شود. رویدادها شامل راهپیمایی‌ها و تجمعات گسترده‌ای است. رهبران ارشد ایران در محکومیت اسرائیل و همچنین دولت ایالات متحده سخنرانی‌های آتشین دارند. پاسخ مردم با شعارهای «مرگ بر اسرائیل» و «مرگ بر آمریکا» و مرگ بر آل سعوداست. به گفته راجر هاوارد بسیاری از ایرانیان زیر ۳۰ سال همچنان در رویدادهای روز قدس شرکت می‌کنند البته به نسبت کمتر از کسانی که در خیابان‌ها هستند. وی اضافه می‌کند که بسیاری از دانشجویان ایرانی در محوطه خصوصی می‌گویند درگیری اعراب و اسرائیل «هیچ ارتباطی با ما ندارد».
اعتراضات روز قدس در مناطقی از خاورمیانه و لندن و برلین و ایالات متحده برگزار شده‌است. در راهپیمایی‌های لندن ۳۰۰۰ نفر شرکت کرده‌اند در حالی که در برلین ۱۶۰۰ معترض در سال ۲۰۱۸ مشاهده شد. در سال ۲۰۱۷ حداقل ۱۸ شهر در سراسر ایالات متحده تجمع برگزار شد.
در سال ۱۳۹۹ و ۱۴۰۰ با دنیاگیری کووید-۱۹ برای اولین بار از زمان آغاز رویداد روز قدس در چهار دهه پیش، عملاً راهپیمایی روز قدس در ایران برگزار نشد.

## تاریخچه
آخرین جمعه ماه رمضان  به دنبال پیشنهاد ابراهیم یزدی، وزیر خارجه دولت موقت مهدی بازرگان به خمینی در روز ۱۳ رمضان ۱۳۹۹ق (۱۶ مرداد ۱۳۵۸خ) به نام روز قدس نامیده شد. و به دنبال این پیشنهاد در ۱۶ مرداد ۱۳۵۸ رهبر وقت انقلاب در پیامی، آخرین جمعه ماه رمضان را روز قدس نامید و از مسلمانان جهان و دولت‌های اسلامی خواست برای کوتاه کردن دست دولت اسرائیل و پشتیبانان آن به هم بپیوندند. 
سید روح‌الله خمینی در مورد روز قدس گفته بود: «روز قدس فقط روز فلسطین نیست، روز اسلام است؛ روز حکومت اسلامی است. روزی است که باید جمهوری اسلامی در سراسر کشورها بیرق آن برافراشته شود. روزی است که باید به ابرقدرت‌ها فهماند که دیگر آن‌ها نمی‌توانند در ممالک اسلامی پیشروی کنند. من روز قدس را روز اسلام و روز رسول اکرم می‌دانم، و روزی است که باید ما تمام قوای خودمان را مجهز کنیم.»
پس از آن، این روز در ایران به عنوان «روز جهانی قدس» نامگذاری شد.
همه ساله در ایران گروه‌هایی از مردم قبل از اقامه نماز جمعه به راهپیمایی در حمایت از مردم فلسطین می‌پردازند. در شماری از کشورهای اسلامی نظیر ترکیه، اندونزی، بحرین، لبنان و پاکستان و حتی برخی از کشورهای غیر اسلامی نظیر ایالات متحده آمریکا و انگلستان نیز، تظاهراتی در برخی از مراکز اسلامی و با حضور گروهی از مسلمانان و غیرمسلمانان برگزار می‌شود.

## تظاهرات روز قدس در ایران (۱۳۸۸)
تظاهرات روز قدس سال ۱۳۸۸ در روز ۲۷ شهریور برگزار شد. در این روز طرفداران جنبش سبز اعلام کردند که در تظاهرات روز قدس شرکت می‌کنند، با وجود بیانیه سپاه پاسداران علیه این تصمیم، ده‌ها هزار تن از گروه‌های طرفدار جنبش سبز در تظاهراتی در تهران شرکت کردند. در راهپیمایی‌های مشابه در شهرهای شیراز، اصفهان، اهواز، مشهد، تبریز، کرمانشاه و رشت، شعارهایی به نفع میرحسین موسوی و مهدی کروبی سر داده شد.

## رسانه
کیهان روز قدس را یک همه‌پرسی نامیده‌است. سال ۱۴۰۲ مولوی عبدالحمید شعارهای نفرت‌انگیز روز قدس را محکوم کرد بی‌بی‌سی فارسی نوشت مخالفان روز قدس منتقد نگاه دوگانه جمهوری اسلامی و اشغال گر خوب و بد هستند.

## نگارخانه

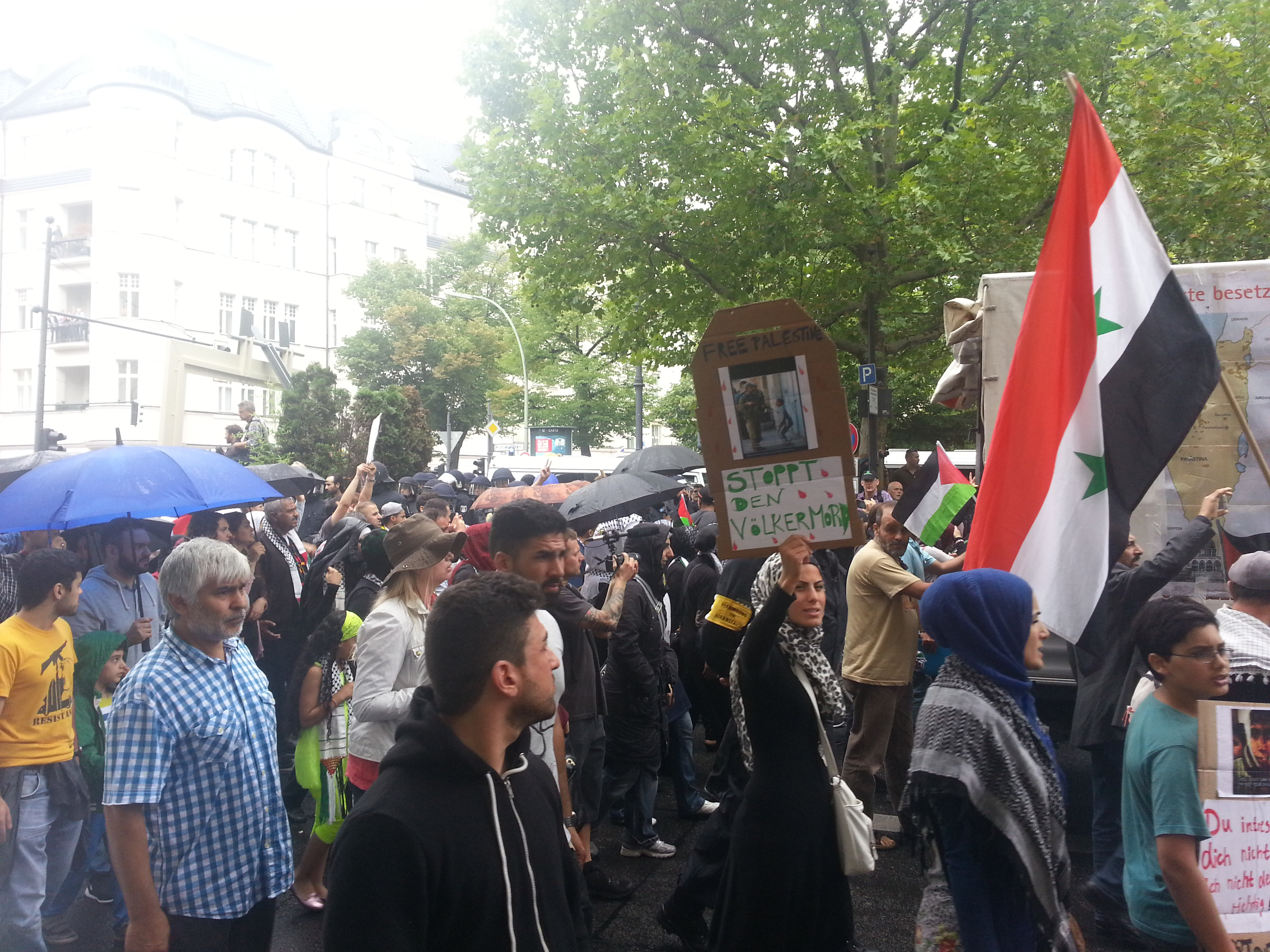
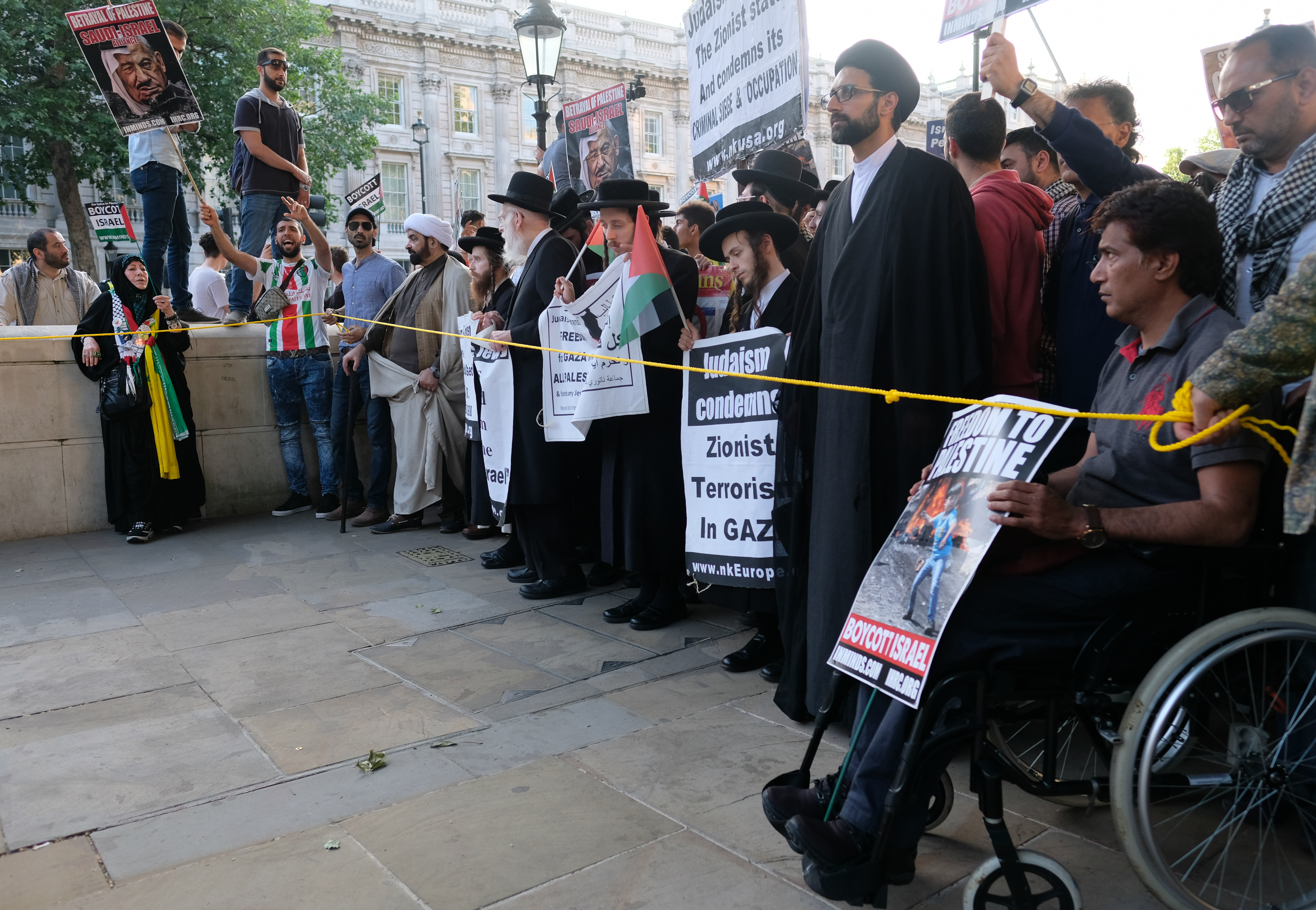
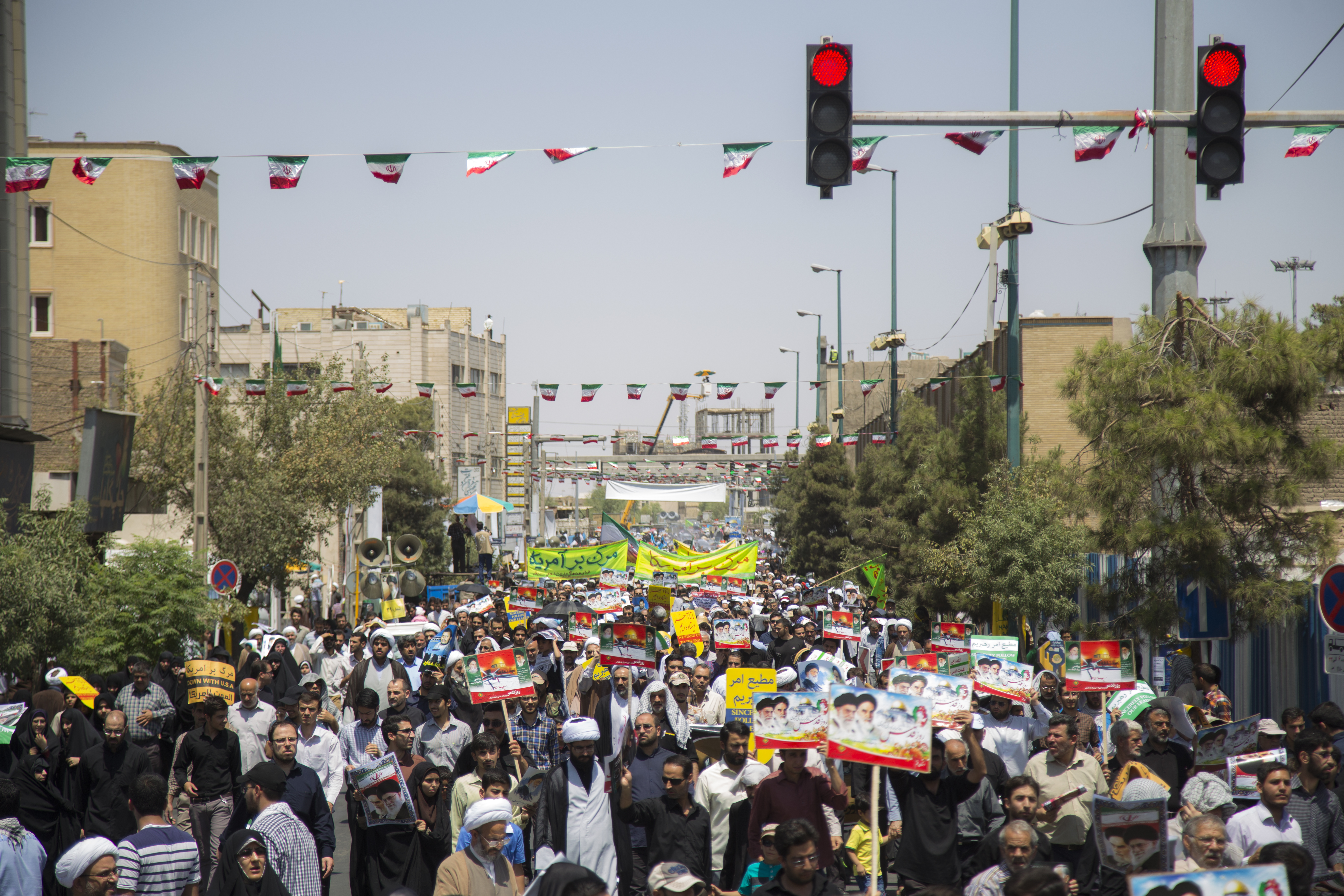
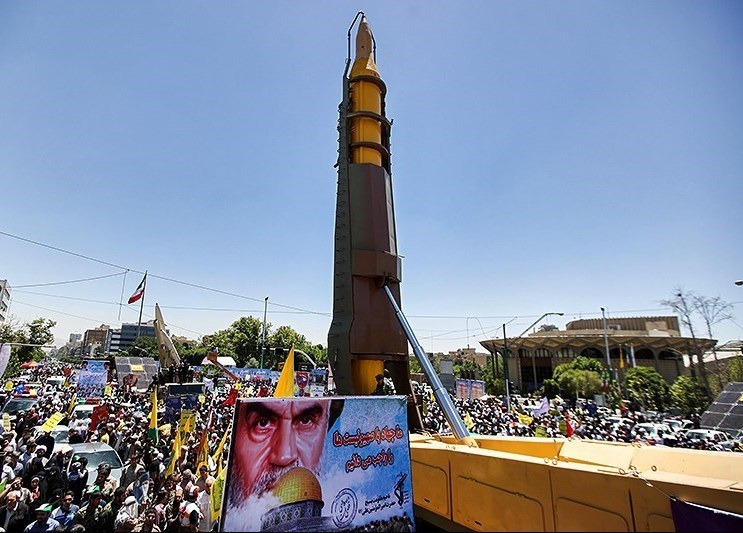
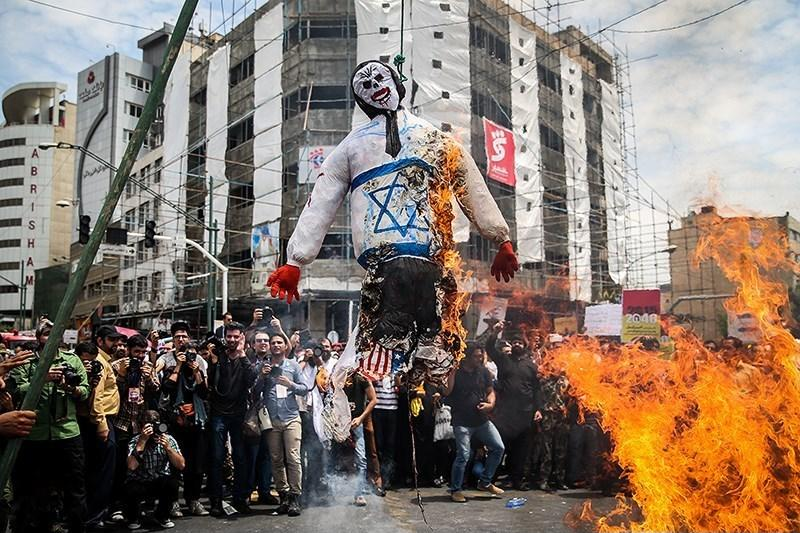